# ما قبل الرفائيلية

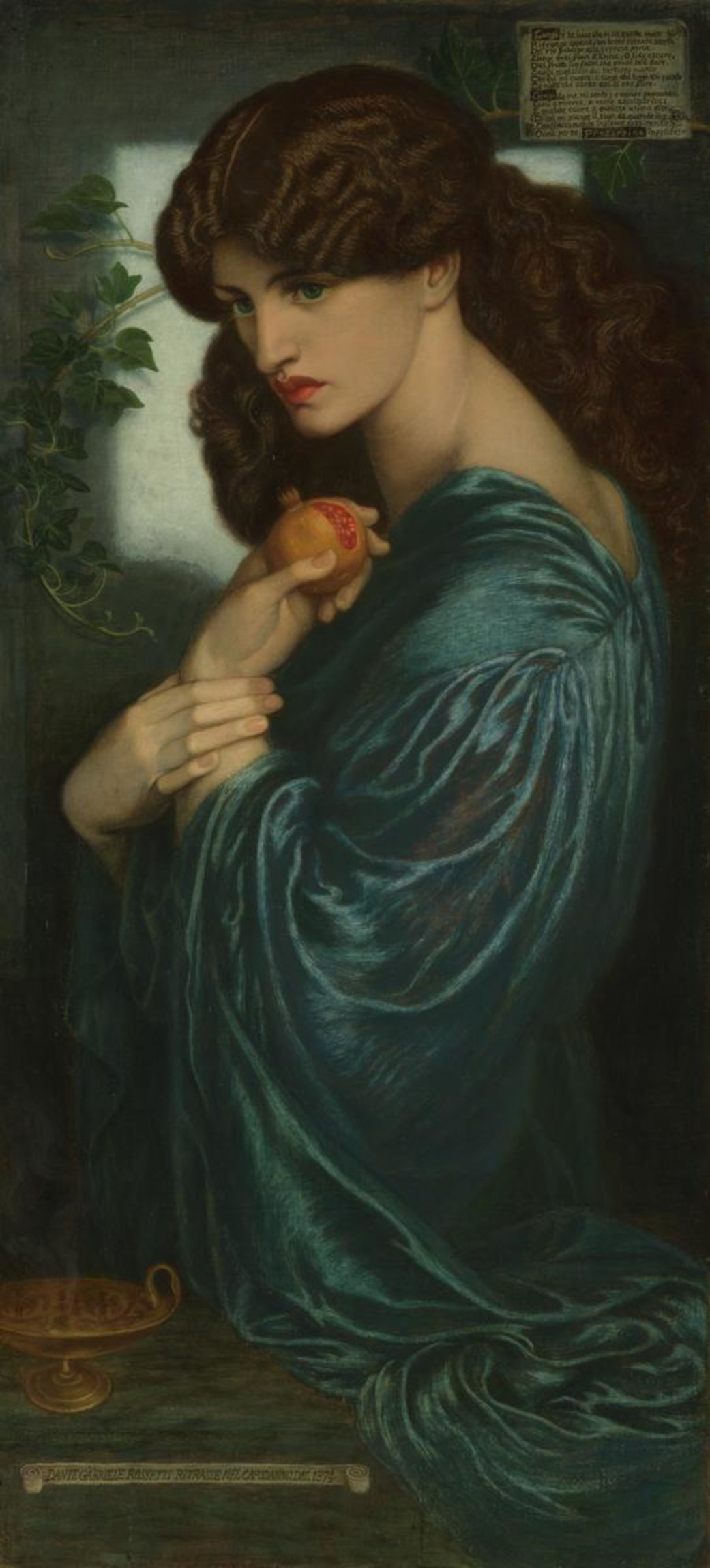
لوحة بروسيربن للفنان دانتي جابرييل روزيتي.

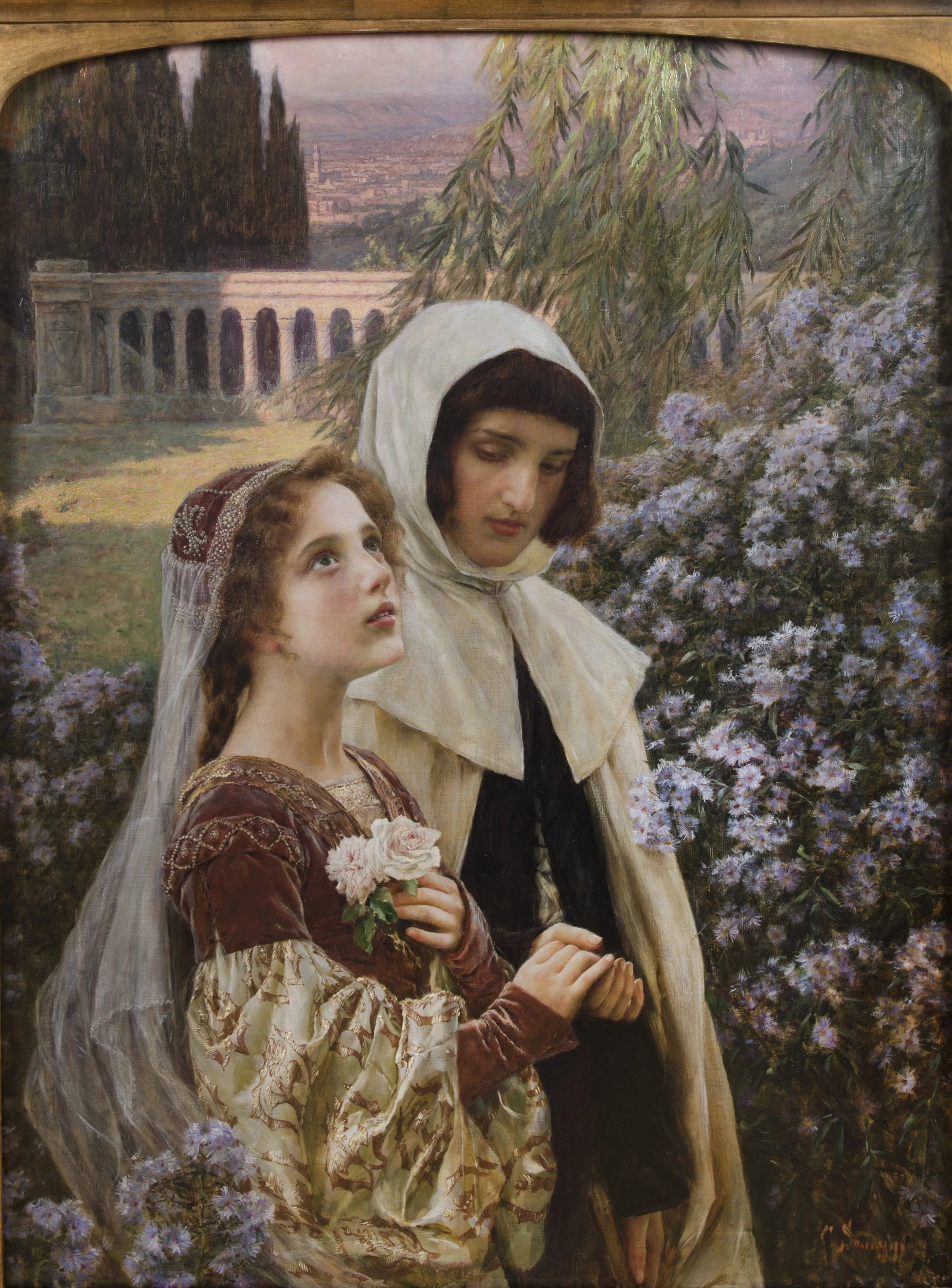
دانتي وبياتريس في الحديقة ، 1903 ، عمل على طراز ما قبل الرفائيلية من قبل سيزار ساكاجي

جماعة ما قبل الرافائيليين والمعروفة لاحقًا باسم ما قبل الرفائيلية، كانت رابطة وحركة فنية قامت بفضل الرسامين والشعراء والنقاد الفنيين الإنجليز، تأسست عام 1848م على يد ويليام هولمان هنت، جون إيفرت ميليه، دانتي غابرييل روزيتي، ويليام مايكل روزيتي، جيمس كولينسون، فريدريك جورج ستيفنز، وتوماس وولنر، الذين شكلوا «جماعة» مكونة من سبعة أعضاء، مستوحاة جزئيًا من حركة الناصريين. كانت الجماعة مجرد اتحاد غير رسمي، وتم تقاسم مبادئها من قبل فنانين آخرين في ذلك الوقت، بما فيهم فورد مادوكس براون، آرثر هيوز، وماري سبارتالي ستيلمان. ومن بين الأتباع اللاحقين لمبادئ الجماعة إدوارد بورن جونز، ويليام موريس، وجون ويليام ووترهاوس.
سعت المجموعة إلى العودة إلى التفاصيل الغنية، والألوان الزاهية، والتركيبات المعقدة التي تميز الفن الإيطالي في فترة الكواتروتشينتو. وقد رفضوا ما اعتبروه نهجًا ميكانيكيًا تبناه فناني الحركة التكلفية الذين جاءوا بعد رافائيل ومايكل أنجلو. واعتبرت الجماعة أن الوضعيات الكلاسيكية والتركيبات التي قدمها رافائيل بشكل خاص كانت ذات تأثير سلبي على التعليم الأكاديمي للفن، ومن هنا جاء اسم "ما قبل الرافائيليين". وعارضت المجموعة بشكل خاص تأثير جوشوا رينولدز، مؤسس الأكاديمية الملكية الإنجليزية للفنون، الذي أطلقوا عليه اسم "السير سلوشوا". ووفقًا لويليام مايكل روزيتي، فإن كلمة "سلوشي" كانت تشير إلى "أي شيء متراخٍ أو مُهمل في عملية الرسم... وبالتالي... أي شيء أو شخص عادي أو تقليدي". وارتبطت أعمال الجماعة بالناقد الإنجليزي جون راسكن، الذي كانت دوافعه نابعة من خلفيته الدينية، حيث كانت الموضوعات المسيحية حاضرة بشكل كبير في أعمالهم.
واصلت المجموعة تبني مفاهيم مثل الرسم القصصي والمحاكاة الطبيعية كأهداف أساسية للفن. وعرفت ما قبل الرافائيليين نفسها كحركة إصلاحية، وخلقت اسمًا مميزًا لفنها، وأصدرت مجلة دورية بعنوان "The Germ" لتعزيز أفكارها. كما سجلت نقاشات الجماعة في «مجلة ما قبل الرافائيليين». وبعد ما يقرب من خمس سنوات، انفصلت الجماعة.

## البدايات
تأسست جماعة ما قبل الرفائيلية في منزل والدي جون إيفرت مِلّيه في شارع غاور بمدينة لندن عام 1848. في الاجتماع الأول، حضر الرسامون جون إيفرت مِلّيه، ودانتي غابرييل روزيتي، وويليام هولمان هانت. كان هانت ومِلّيه طالبين في الأكاديمية الملكية للفنون، وقد تعارفا في جمعية أخرى تُعرف باسم "نادي سيكلوغرافي"، وهي مجموعة للرسم. أصبح روزيتي تلميذًا لفورد مادوكس براون في عام 1848 بعدما طلب ذلك بنفسه. في ذلك الوقت، كان روزيتي وهانت يتشاركان السكن في شارع كليفلاند بمنطقة فيتزروفيا في وسط لندن. كان هانت قد بدأ في رسم لوحة "ليلة القديسة أغنس" مستوحاة من قصيدة الشاعر جون كيتس التي تحمل نفس الاسم، لكنه لم يكملها إلا في عام 1867.
كمُقلّع للشعر، أراد روزيتي تعزيز الروابط بين الشعر الرومانسي والفن. ومع حلول الخريف، انضم أربعة أعضاء آخرون إلى الجماعة، وهم الرسامان جيمس كولينسون وفريدريك جورج ستيفنز، وشقيق روزيتي، الشاعر والناقد ويليام مايكل روزيتي، والنحات توماس وولنر، ليشكلوا جماعة مكونة من سبعة أعضاء. دُعي فورد مادوكس براون للانضمام، لكنه ظل مستقلًا، على الرغم من دعمه للجماعة طوال فترة حركة ما قبل الرفائيلية، وساهم في مجلة "The Germ". كما انضم رسامون ونحاتون آخرون إلى دائرة المقربين، بما في ذلك تشارلز ألستون كولينز وألكسندر مونرو. كانت نية جماعة ما قبل الرفائيلية إبقاء وجود الجماعة سرًا عن أعضاء الأكاديمية الملكية.

## فنُ «ما قبل الروفائيلية» في موسكو

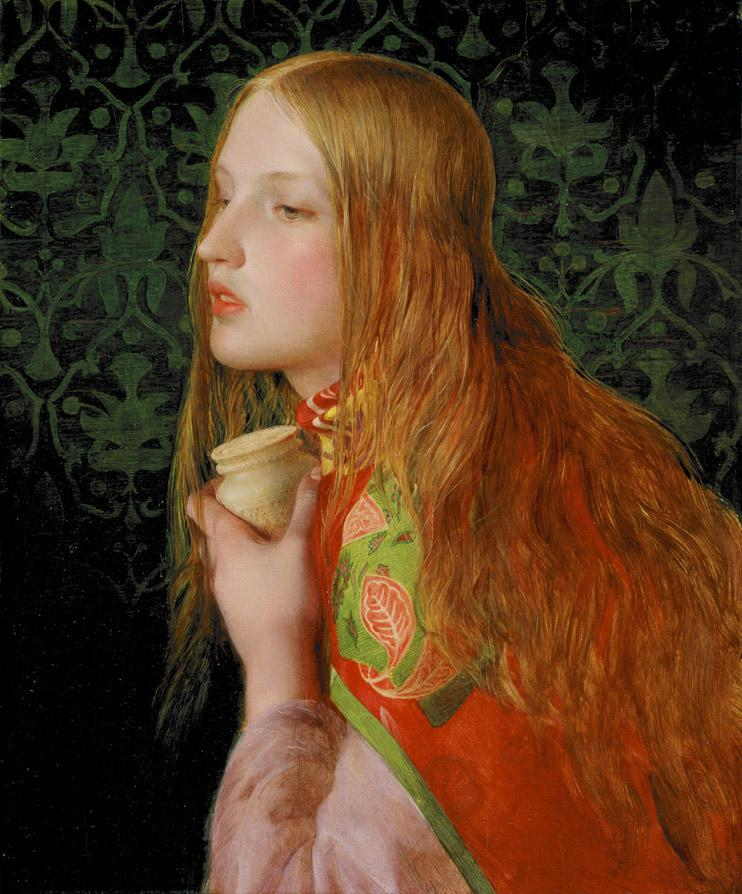
مَرْيَمُ الْمَجْدَلِيَّةَ بريشة الفنان البريطاني فريدريك سانديز رسمها ما بين 1858-1860. متحف ديلاوير للفنون. ويلمنغتون (ديلاوير)

أقيم في متحف تريتياكوف للفنون بموسكو معرض بعنوان «فنُ ما قبل الروفائيلية وفن التصوير الروسي في القرنِ التاسعَ عشر وبدايةِ القرنِ العشرين»، وجاء المعرضُ نتيجةَ جهدٍ مشتركٍ بين متحف تريتياكوف ودار كريستيس اللندنية للمزادات، التي جاءت إلى موسكو بإثنين وعشرين لوحةً بريطانية من العصر الفيكتوري.
لأول مرة يعرض في روسيا هذا العدد من اللوحات لأهم فناني تيار ما قبل الروفائيلية. التيار الذي يعود إلى منتصف القرن التاسع عشر حين اتفقت مجموعة من الفنانين والكتاب والنقاد الإنكليز وراحوا يوقعون أعمالهم بثلاثة أحرف «باء راء باء» أي «أخوية ما قبل الروفائيلية» ولخصوا مثلهم الأعلى في أن يستعيد فن الرسم رونقه ووضوحه، كما كان قبل رفائيل.
تتميز أعمال هؤلاء الفنانين بألوان صارخة، وموضوعاتها قصصية وأسطورية. وأبرز ممثليها غابريل روزيتي وجون ميليه وهولمان هينت. اشتهر هذا التيار في روسيا مع نهاية القرن التاسع عشر وكانت الإمبراطورة الروسية الكسندرا فيودوروفنا من المعجبين بهذه اللوحات فاقتنت لوحتين ستعرضان ضمن المعرض. بعد متحف تريتياكوف ستنقل اللوحات إلى لندن حيث يقام لها في الشهر القادم مزادٌ علنيٌ، يباعُ فيه بعضُها، أما البقية فتنتظرها صالات المعارض والمتاحف في جميع أنحاء العالم.
واتجاه ما قبل الرفائيلية تتسم لوحاته بالبساطة والحس الصومعي للوحات أواخر القرون الوسطي الذي سبق أساتذة عصر النهضة الإيطالية. فكانت ثورة ضد التقاليد الفنية للأكاديمية الملكية، وهذه الثورة قام بها سبعة من الفنانين الشباب البريطانيين الذين اعتبروا أن الفن في عصرهم (1848) يمر بحالة احتضار خاصة الفن البريطاني وأرادوا أن يسترجعوا لفن بلادهم الذي يتسم بالبساطة والقوة كما في الفن الإيطالي قبل عصر رافائيل.. وقاد هذه الحركة سبعة شباب فنانين تبعهم طلاب من الأكاديمية الملكية.. هم جون إيفرت ميليز.. وليام هولمان هونت.. ودانتي جابريل روستي، وجيمس كولينزون والنحات توماس وولنس والناقد الفني وليام مايكل روستي. وفريدريك جورج استيفنز وكان قريبا منهم واتبعهم فورد مادوتس ادن دون أن ينضم إلي الأخوة لأنه لم يكن عضوا في جماعة الأخوة الرفائيلية.
وقد قوبلت حركة الشباب هذه بامتعاض داخل الأوساط الفنية البريطانية والأدبية وقد هاجمهم نقديا وبشكل لاذع شارلز ديكنز وقاد الهجوم ضدهم في مطبوعة الدورث 'Houre hold worcls' وقامت ما قبل الرفائيلية علي رغبة الرفع من قيم الموضوعات المصورة واستخراجها من تاريخ الاداب وحتي الأساطير كما اعتمدوا علي التعامل بأمانة مع الطبيعة بالتعبير عن تفاصيلها المرئية خاصة لزهورها وحدائقها واشجارها. مستخدمين الألوان النقية الصافية ومركزية علي التقنية الفنية واعتبروا اللوحات اسائدة المعتمدة علي الاكاديمية دون المشاعر أو الدفع والارتقاء بقيمة الاخلاق والدلالات الإنسانية الرفيعة واعتبروها أعمالا تافهة سخيفة خاصة في تصوير مشاهد الحياة اليومية.
وكانت أول لوحة أطلق بعدها استخدام لفظ 'الأخوة ما قبل الرافائيليين' هي لوحة روستي 'أخوة العذراء ماري' التي عرضت عام. .1849 وحين أصبح اتجاههم واضحا مع عام 1850 كانوا عرضة دائما للهجوم عليهم وعلي أفكارهم المثالية، ورغبتهم الاستعادة والنهل من تأثير الفن الذي ساد قبل عصر النهضة الإيطالية أو قبل عصر رفائيل فعادوا للرسم من الطبيعة مباشرة، وأخذوا الرقة وأكدوا عليها من الصور الأكاديمية وظهرت مخاوفهم من المشاكل الاجتماعية التي أحدثتها بداية الثورة الصناعية والنمو الحضاري السريع الذي كاد في نظرهم يمحو بالقيم والمثل العليا ويطحن الإنسان في طريقه.. ورغم النقد الموجه لهم إلا أنهم حظوا بدعم وتأييد الناقد جون راسكين الي دافع بقوة عن منهجهم.. ورغم أن هذه الحركة الفنية 'الأخوة ما قبل الرافائيليين' استمرت عددا قليلا فقط من السنوات إلا أنها جذبت عددا من الفنانين الشباب وتركت وراءها تراثا فنيا نراه يعد كقطع فنية مهمة في المتاحف، والآن نراه يتجول حول العالم بذلك العرض الكبير الذي يضم من أعمال مؤسسي هذه الحركة: لوحة 'ليدي ليليث' 1866 للفنان دانتي جابريل روستي، 'نبات الصفصاف' 1871 أيضا لروستي، 'وماري ماجد ويس' 1859 الفريدريك سانديز 'روميو وجولييت' 1869 لفورد مادوتسي براون، و 'رسول المحبة' 1885 لماري اسبارتللي، 'والأيدي الجميلة' 1874 لدانتي روستي.